# Sam Warner
Sam Warner, nascido Szmuel Wonsal (Comuna de Krasnosielc, 10 de agosto de 1887 — Los Angeles, 5 de outubro de 1927) foi um produtor de cinema estadunidense. Foi cofundador da Warner Bros.
É considerado o "Pai do Filme Sonoro" por ter sido o maior incentivador da tecnologia avançada para a época, onde todos os filmes eram mudos.
Graças a seus esforços, a Warner lançou, em 1927, O cantor de jazz, que se tornou o primeiro filme falado da história do cinema. Sam Warner estava promovendo o filme em Los Angeles naquele mesmo ano quando teve a hemorragia cerebral que o matou.